# 孙莉 (演员)
孫莉（1977年7月18日—），中國大陸女演員，1999年畢業於北京電影學院表演系，丈夫為演員黃磊。

## 生平
1995年，孫莉從北京舞蹈學院附中畢業後，考入北京電影學院表演系。

## 個人生活
2004年3月8日，與黃磊結束九年愛情長跑登記結婚。2006年2月6日，大女儿出生，名为黄忆慈，小名多多。2013年，二女儿出生。2017年，产下儿子。

## 演出作品

### 電視劇
| 年份   | 劇名                          | 角色       |
| 1999年 | 《達摩祖師》                  | 客串：雙環 |
| 1999年 | 《浪漫之旅》                  | 王思琪     |
| 2000年 | 《天地傳說之魚美人》          | 金牡丹     |
| 2000年 | 《神探科藍》                  | 林皓穎     |
| 2001年 | 《武聖關公》                  | 桃娘       |
| 2001年 | 《楊門女將之女兒當自強》      | 杜金娥     |
| 2001年 | 《紅帆船》                    | 蘇黎       |
| 2001年 | 《背叛／義無反顧》            | 思怡       |
| 2002年 | 《書劍恩仇錄》                | 李沅芷     |
| 2002年 | 《醉拳》(醉無敵,我的野蠻娘子) | 聶冰       |
| 2003年 | 《蒲公英》                    | 夏冰       |
| 2003年 | 《天一生水》                  | 薑敏怡     |
| 2004年 | 《仙劍奇俠傳》                | 巫         |
| 2004年 | 《甜蜜風暴》                  | 江月       |
| 2004年 | 《夜半歌聲》                  | 於歌       |
| 2006年 | 《聊齋奇女子》                | 趙宦娘     |
| 2010年 | 《再見豔陽天》                | 謝秀巧     |
| 2022年 | 《妻子的選擇》                | 方糖       |

### 電影
| 年份   | 片名         | 角色 |
| 2017年 | 《麻煩家族》 |      |

### 舞臺劇
- 2008年出演賴聲川經典話劇《暗戀桃花源》，飾演雲之凡。

### MV
- 黃磊《我想我是海》，飾演女護士。

## 外部連結
- 孙莉的新浪微博
- 孙莉的新浪博客（简体中文）
- 孙莉在互联网电影资料库（IMDb）上的資料（英文）
- 孙莉在时光网上的簡介（简体中文）
- 孙莉在豆瓣上的资料（简体中文）